# 博乐站
博乐站原名博尔塔拉站，位于新疆新疆维吾尔自治区博尔塔拉蒙古自治州博乐市主城区(青得里大街和北京路交界口)东侧约3.3km的乌图布拉格镇格尼登西村处，距离博乐市区仅2.45公里，是博州支线铁路的终点站。
站房建筑面积9859平方米，为二层建筑。可同时容纳旅客3000人候车，设有5个售票窗口，配置6台自助售取票机。
2019年9月20日开通运营，每日开行旅客列车5对，其中“复兴号”动车组列车（时速160公里动力集中型电力动车组CR200J）3对、普速快速列车2对。2021年9月16日，本站由博尔塔拉站更名为博乐站，原博乐站更名为博乐东站。